# Lonely Together (Avicii)
Lonely Together è un singolo del DJ svedese Avicii, pubblicato l'11 agosto 2017 come secondo estratto dal terzo EP Avīci (01).
Il singolo ha visto la collaborazione alla parte vocale della cantante britannica Rita Ora.

## Successo commerciale
Il singolo ha ottenuto successo a livello mondiale.

## Classifiche
| Classifica (2017-2018) | Posizione massima |
| ---------------------- | ----------------- |
| Australia              | 32                |
| Austria                | 18                |
| Belgio (Fiandre)       | 36                |
| Belgio (Vallonia)      | 46                |
| Canada                 | 55                |
| Danimarca              | 38                |
| Francia                | 42                |
| Germania               | 24                |
| Irlanda                | 5                 |
| Italia                 | 44                |
| Norvegia               | 10                |
| Nuova Zelanda          | 34                |
| Paesi Bassi            | 22                |
| Portogallo             | 30                |
| Regno Unito            | 4                 |
| Spagna                 | 63                |
| Svezia                 | 3                 |
| Svizzera               | 22                |